# Авторская песня

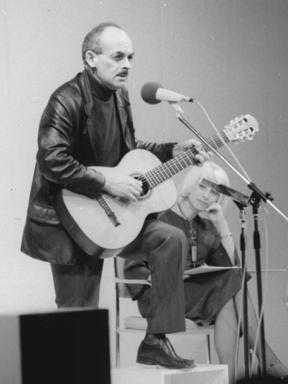
Булат Окуджава на концерте в Берлине 2.12.1976 г. Фото H. Reiche

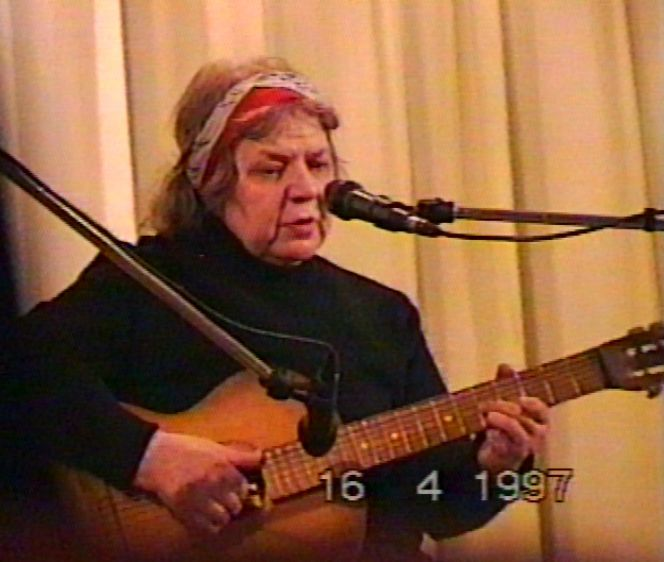
Новелла Матвеева на концерте в Московском доме композиторов 16.04.1997

А́вторская пе́сня, бардо́вская пе́сня или поэти́ческая пе́сня — песенный жанр, возникший в середине XX века в разных странах.
Его отличительными особенностями являются совмещение в одном лице автора музыки, текста и исполнителя, гитарное сопровождение, приоритет значимости текста перед музыкой.

## История

### В Российской Федерации
Предшественниками авторской песни можно считать городской романс и песенные миниатюры Александра Вертинского.
Поначалу основу жанра составляли студенческие и туристские песни, отличавшиеся от «официальных» (распространявшихся по государственным каналам) доминирующей личностной интонацией, а также живым и неформальным подходом к теме. Отдельные произведения жанра появились ещё в 1930-х годах (сочинённые Павлом Коганом и Георгием Лепским романтические песни, самой известной из которых стала «Бригантина» и ранние песни Михаила Анчарова). В довоенной Москве стали популярны песни геолога Николая Власова (1914—1957), положившего начало туристической песне: «Студенческая прощальная» («Ты уедешь к северным оленям, в дальний Туркестан уеду я…») и другие. Особая судьба сложилась у песен Евгения Аграновича, который начал их сочинять с 1938 года.
Песни этого поколения были мало отличимы от звучавших по официальным каналам и часто писались перетекстовкой уже известной мелодии: например, классикой туристской и авторской песни считается «Баксанская» — песня, написанная воинами-альпинистами зимой 1943 года на мелодию известного танго Бориса Терентьева «Пусть дни проходят». Но совершенно так же написаны:
- всенародно известная песня «Синий платочек» (первый вариант текста, написанный профессиональным поэтом[7][8], вскоре сменился «народным», который и разошёлся по всей стране);
- символ блокадного Ленинграда — «Волховская застольная» (на мелодию песни «Наш тост»).

Чаще всего исполнители песен жанра «авторская песня» являются одновременно авторами и стихов, и музыки.
В начале 1950-х годов мощный пласт авторских песен появился в студенческой среде — на биологическом факультете МГУ (известнейшими авторами этой плеяды стали Ген Шангин-Березовский, Дмитрий Сухарев, Лилиана Розанова) и в Педагогическом институте им. Ленина (Юрий Визбор, Юлий Ким, Ада Якушева).
Широкую популярность приобрела авторская песня в середине 1950-х годов, с появлением магнитофона. В это время начали систематически сочинять песни:
- Юрий Визбор,
- Булат Окуджава,
- Александр Дулов,
- Новелла Матвеева.

Позднее, в 1960—1980-х годах, классиками жанра стали:
- Владимир Высоцкий,
- Александр Галич,
- Юрий Кукин,
- Александр Городницкий,
- Вилли Токарев,
- Александр Новиков,
- Вероника Долина,
- Олег Митяев
- Виктор Берковский,
- Сергей Никитин,
- Александр Дольский,
- Евгений Клячкин,
- Вадим Егоров,
- Владимир Туриянский,
- Леонид Духовный,
- Арон Крупп,
- Валерий Боков,
- Александр Мирзаян,
- Владимир Бережков,
- Вера Матвеева,
- Виктор Луферов,
- Александр Ткачёв,
- Пётр Старчик,
- Александр Суханов,
- Владимир Ланцберг,
- Леонид Семаков.

В 1980—1990-х годах к ним добавились:
- Иван Кучин,

- Эдуард Шишов,

- Виктор Третьяков,
- Михаил Щербаков,
- Любовь Захарченко,
- творческий дуэт Алексея Иващенко и Георгия Васильева («Иваси»).
- творческий дуэт Вадима и Валерия Мищуков

Песни собственного сочинения, в том числе и всенародно известные, писали и «чистые» поэты — например:
- Валентин Берестов,
- Глеб Горбовский («Когда качаются фонарики ночные…», «У павильона „Пиво-воды“…» «Ах вы, груди!» и другие),
- Виктор Соснора («Летел Литейный в сторону вокзала…»).

Авторская песня была одной из форм самовыражения «шестидесятников».

#### Этапы развития авторской песни в СССР и России
1. Романтический этап, лидером которого стал Б. Окуджава, продолжался примерно до середины 1960-х годов. Главной сферой реализации романтического начала была «песня странствий» с центральными для неё образами дружбы (друга) и дороги как «линии жизни» — пути в неизведанное и пути к самопознанию. На этом этапе авторская песня практически не выходила за пределы породившей её среды, распространяясь «от компании к компании» изустно или в магнитофонных записях. Публично она исполнялась крайне редко и, опять-таки, почти исключительно «в своём кругу» — в самодеятельных студенческих «обозрениях», «капустниках» творческой интеллигенции и тому подобном, а также на туристических слётах, которые постепенно превратились в фестивали авторской песни. На этом этапе власти почти не обращали на авторскую песню внимания, считая безобидным проявлением самодеятельного творчества, элементом интеллигентского быта. Об авторской песне на этом этапе пишет Ю. Визбор в статье «Люди идут по свету» (журнал «Смена», № 8, 1966) .
Особняком, однако, стояли горькие и сатирические песни А. Галича, который уже в начале 1960-х годов («Старательский вальсок», «Спрашивайте, мальчики», «За семью заборами», «Красный треугольник» и другие) обратился к резкой критике существующего строя с неслыханной для того времени смелостью и откровенностью.
2. С середины 1960-х годов к иронической, а позднее и к откровенно сатирической трактовке окружающей жизни обратился и Юлий Ким («Разговор двух стукачей», «Два подражания Галичу», «Мы о Марксе твердим и о Ленине…», «Моя матушка Россия» и другие). Ряд песен А. Галича («Мы не хуже Горация», «Я выбираю Свободу») и Ю. Кима («Подражание Высоцкому», «Адвокатский вальс») были прямо посвящены советским диссидентам.
Эстетика «песни протеста» была продолжена В. Высоцким. Он расширил интонационные приёмы (так, его интонационная находка — распевание согласных) и лексику песни, включив в неё обширный пласт сниженной лексики.
3. Важное место в творчестве многих бардов занимала тема Великой Отечественной войны. При этом, в отличие от героического пафоса песен «официальной культуры», в авторской песне на первое место выходил «человеческий аспект» войны, причинённые ею страдания, её античеловечность («До свидания, мальчики!» Б. Окуджавы, «Баллада о Вечном огне» А. Галича, «Так случилось, мужчины ушли» В. Высоцкого и многие другие песни).
4. Многие барды писали песни о своих родных городах и районах, например, Владимир Высоцкий о Москве («Большой Каретный»), Александр Розенбаум о Санкт-Петербурге («Лиговка»), Леонид Духовный о Киеве («А без Подола Киев невозможен»)
5. Видя силу воздействия такой авторской песни, власти перешли к её преследованию. Перед поэтами-певцами наглухо закрылись двери концертных организаций (в 1981 году после XXV Московского слёта КСП по линии ВЦСПС было разослано в регионы письмо, запрещающее предоставление любых площадок для сценических выступлений Юлию Киму, Александру Мирзаяну и Александру Ткачёву), издательств, радио- и телестудий. Их изгоняли из творческих союзов, выталкивали в эмиграцию (А. Галич), всячески поносили в печати и так далее. В то же время, благодаря «магнитиздату», авторскую песню знали, пели и слушали, переписывали друг у друга.
О жизни авторской песни в 1979—1990 годах писала регулярная самиздатовская газета «Менестрель» Московского клуба самодеятельной песни (КСП). С ноября 1979 года, когда вышел первый номер газеты, её главным редактором был Андрей Крылов, с 1986 — Б. Б. Жуков. Газета распространялась в фото- и ксерокопиях по всей стране. Особо примечательными стали и получили широкий отклик 2 специальных выпуска газеты, полностью посвящённые памяти Владимира Высоцкого:
- специальный выпуск — август сентябрь 1980 г.;
- № 1 (11), январь — март 1981 г.

Однако отношение государства к авторам было далеко не единым. Так, Союз писателей занимал позицию предельно неприязненную — «что это за поющие поэты»; в то же время Союз композиторов многое делал для авторов самодеятельной песни — считая, что их творчество (при всей самодельности их мелодий) компенсирует некоторое пренебрежение массовой песней, появившееся у профессиональных композиторов в 1960-е годы по сравнению с довоенным временем (в частности, это мнение звучало в известном документальном фильме 1967 года «Срочно требуется песня»). При всех мерах запрещения песен по другим линиям, песни С. Никитина, В. Берковского, А. Городницкого, А. Дулова и других авторов регулярно включались в нотно-текстовые сборники массовой песни, выпускаемые СК. А для такого известного автора 1970—1980-х годов, как Е. Бачурин, Союз композиторов фактически стал продюсером, выпустив его первый виниловый альбом, а вскоре и второй. Также никакие гонения на авторскую песню не влияли на частоту появления по радио С. Никитина.
Среди работ профессиональных композиторов интонации авторской песни узнаваемо звучат у:
- Микаэла Таривердиева,
- А. Пахмутовой,
- Андрея Петрова.

6. Власти попытались «овладеть изнутри» авторской песней, взяв под «крышу» комсомола стихийно возникавшие повсюду «клубы самодеятельной песни» (первоначально — студенческой) (КСП). Но это удавалось им не слишком хорошо.
Повзрослевшие «барды»-основатели жанра продолжали разрабатывать лирическую линию, но в ней всё отчётливее звучали ностальгия по прошлому, горечь потерь и предательств, стремление сохранить себя, свои идеалы, редеющий дружеский круг, тревога перед будущим — настроения, суммированные в чеканной строчке Б. Окуджавы: «Возьмёмся за руки, друзья, чтоб не пропасть поодиночке». Эта лирико-романтическая линия была продолжена в творчестве С. Никитина, А. Дольского, В. Долиной, а также бард-рокеров (А. Макаревич, Б. Гребенщиков, А. Холкин).
С начала 1990-х годов развитие авторской песни перешло в спокойное русло. Растёт число «поющих поэтов» и их исполнительское мастерство, количество их профессиональных организаций, концертов, фестивалей, продаваемых кассет и дисков; оформляется даже своеобразная «классика» авторской песни (популярные альбомы «Песни нашего века»). Появляются посвящённые авторской песне передачи на радио и телевидении: например, М. Кочетков организовал и вёл телепередачу об авторской песне «Домашний концерт» на телеканале РЕН ТВ, а с декабря 1995 года на коммерческом телеканале «Телеэкспо» он вёл в прямом эфире песенную передачу с участием бардов «Гнездо глухаря» — проект, выросший впоследствии в известное московское бард-кафе с тем же названием. Образуются Театры авторской песни: в Москве — «Перекрёсток», художественный руководитель Виктор Луферов, в Санкт-Петербурге — Музыкально-поэтический Бардтеатр «Питерский ШансОН», художественный руководитель Леонид Коронов. Концерты авторской песни и интервью с авторами-исполнителями периодически транслирует телеканал «Культура»; а на радио «Эхо Москвы» существовал еженедельный концерт авторской песни по заявкам, который вела Нателла Болтянская.
Наиболее известными авторами 2000-х годов считаются:
- Тимур Шаов,
- Александр Щербина,
- Григорий Данской,
- Олег Медведев,
- Ольга Чикина,
- Александр Харчиков.

Для широкого круга любителей бардовской песни в 2001 году в посёлке Листвянка Иркутской области актёром Евгением Кравклем и его друзьями был достроен и открыт «Театр авторской песни на Байкале».
«Бардом-десятником» называет себя Семён Слепаков, с 2010 года исполняющий написанные в бардовской традиции юмористические и сатирические песни.
На пересечении авторской песни и фолк-музыки в конце 1980-х — начале 1990-х годов сформировалось движение менестрелей, связанное с поклонниками ролевых игр и исторической реконструкции. Его представители — Алькор (светлана Никифорова), Тэм Гринхилл, Ольга Арефьева, Сергей Калугин, The Dartz, Йовин, Канцлер Ги, Айрэ и Саруман, Элхэ Ниэннах, Иллет, Башня Rowan, Лора Бочарова и другие — исполняют акустические песни собственного сочинения, часто на средневековую либо фэнтезийную тематику. Традиционная тематика, ставшая классикой менестрельской песни — произведения Дж. Р. Р. Толкина.
Многие барды эмигрировали, особенно в США и Израиль, и основали там клубы авторской песни, распространив бардовскую культуру среди местного населения. Старейшим действующим клубом авторской песни в США является клуб «Полуостров», основанный Леонидом Духовным в октябре 1992 года в Сан-Франциско.

### В других странах

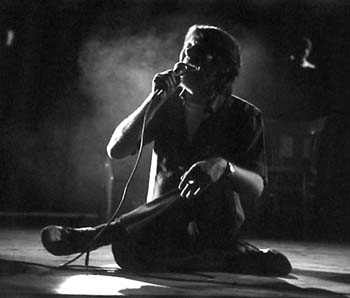
Фабриццио де Андре, Италия

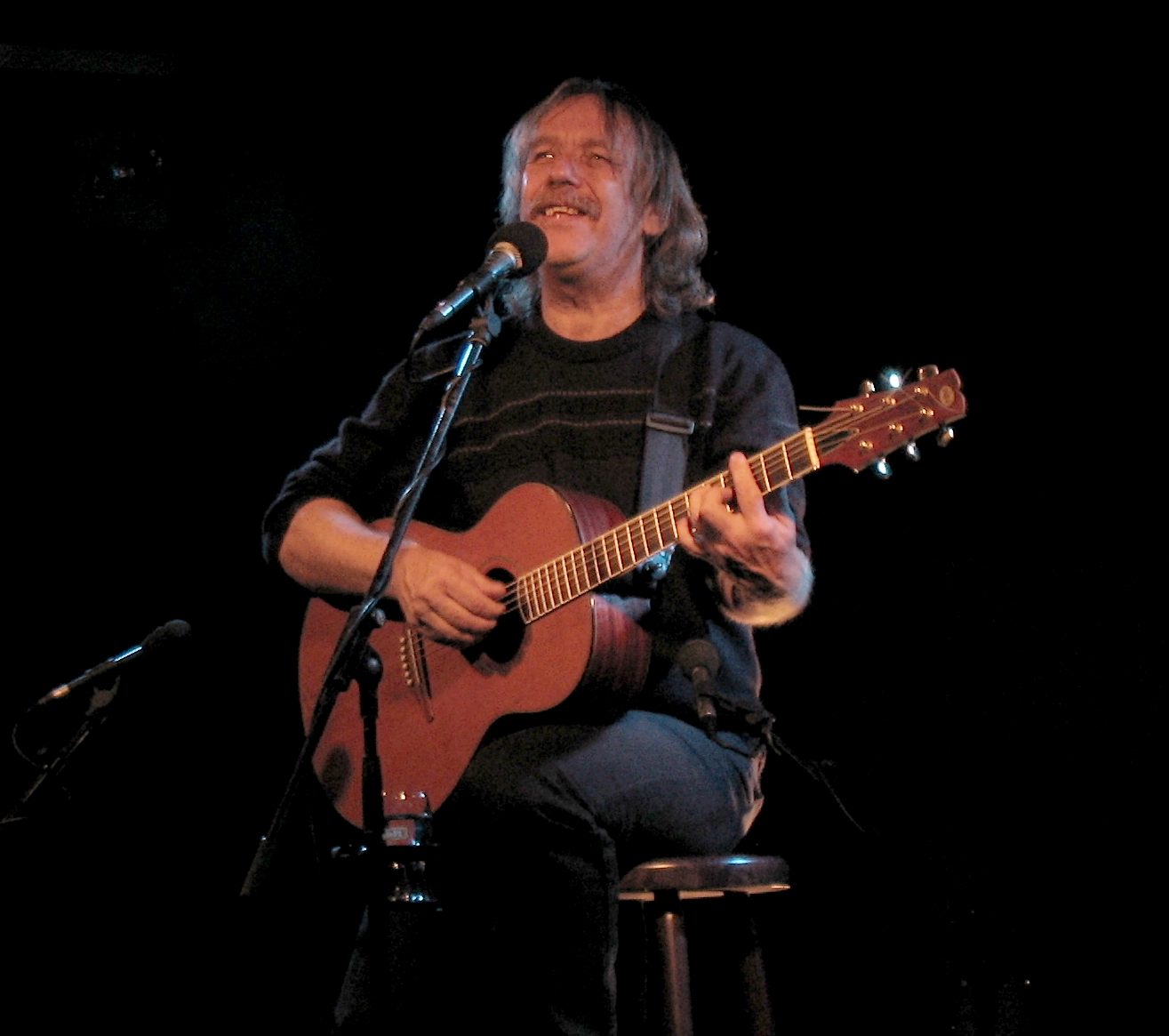
Яромир Ногавица, Чехословакия

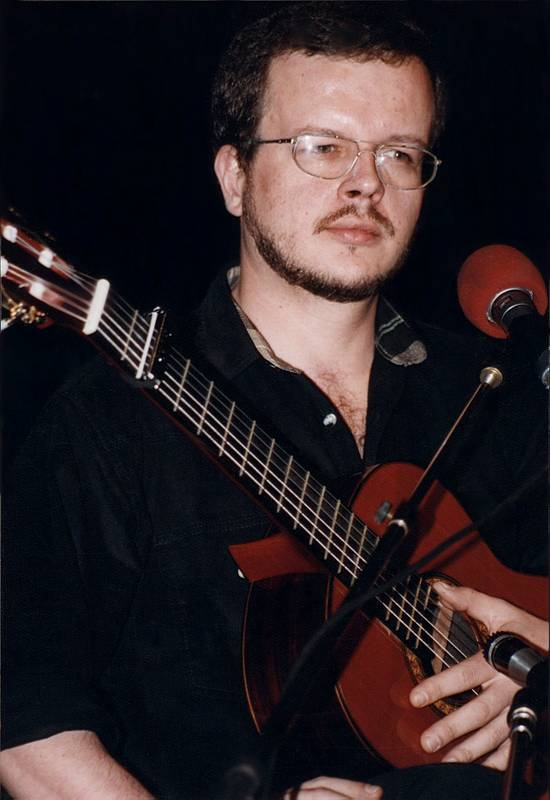
Яцек Качмарский, Польша

Авторская песня не является феноменом лишь русской культуры. Это явление возникло в 1960-е годы одновременно в разных странах. Везде авторы-исполнители (Liedermacher — в ГДР и ФРГ, cantautor — в Италии и Латинской Америке, auteur-compositeur-interprète — во Франции, singer-songwriter — в США) пели песни собственного сочинения под гитару. Везде такие поэты с гитарами были глубоко связаны с местной традицией, но при этом повсюду их песни содержали критику общества и государства — неважно, социалистического или капиталистического, представляли собой эксперимент с разными жанрами и обладали колоссальной способностью создавать альтернативные аудитории (прежде всего молодёжные). Популярность авторской песни была связана с общемировым всплеском молодёжных общественно-политических движений 1960-х — начала 1970-х годов (см., в частности, статью Протесты 1968 года), диссидентским движением в странах «Восточного блока». Творчество Яцека Качмарского в Польше, Карела Крыла, Павла Добеша и Яромира Ногавицы в Чехословакии, Вольфа Бирмана в ГДР и Франца-Йозефа Дегенхардта в ФРГ, Жоржа Брассенса во Франции, Луиджи Тенко и Фабрицио Де Андре в Италии, Виктора Хары в Чили, Фила Оукса, Пита Сигера, Тома Пакстона, Дина Рида и Боба Дилана в США способствовало формированию в этих странах критически настроенной и демократически организованной публики, воспринявшей ритуалы авторского исполнения, коллективного слушания магнитофонных записей и самостоятельного, любительского пения в компаниях. Также простые, но эмоциональные мелодии, припевы были стимулом к совместному пению на концертах, к этому призывали сами исполнители.
На Кубе песни Карлоса Пуэблы и Компая Сегнундо по своему жанру были похожи на авторскую песню в других странах, однако важным отличием было то, что эти исполнители были официально признаны режимом Фиделя Кастро, который использовал их для увеличения своей популярности как на самой Кубе, так и за рубежом.
В странах «социалистического лагеря» в результате цензурной политики властей распространение авторской песни приняло форму полуофициальных фестивалей и встреч, концертов на частных квартирах, домашних магнитофонных записей, которые распространялись бесплатно среди друзей и знакомых или покупались на «чёрном рынке». За пределами «социалистического лагеря» концерты и звукозаписи авторской песни были вполне легальными, но всё же связь между авторской песней и музыкальной индустрией никогда не была сколько-нибудь прочной, а «заградительная политика» теле- и радиокомпаний в США, ФРГ, Италии и Франции, долго не желавших предоставлять эфир авторской песне с её порой острой и непредсказуемой социальной критикой и рискованным, карнавальным юмором, также придавала ей в этих странах определённую ауру «нелегальности». В Чили же после военного переворота 1973 года все публичные исполнения направления nueva canción сначала находились под строжайшим запретом, а почти все известные «поэты с гитарой» были вынуждены покинуть страну, самый знаменитый из них, Виктор Хара, был убит почти сразу после захвата власти военными. Лишь после 1975 года nueva canción вышло из глубокого подполья, но и тогда их авторы были вынуждены использовать эзопов язык.
Ни аудитория «поэтов с гитарой», ни их коллеги не приветствовали их профессионализацию и их сближение с миром поп-музыки. Первое публичное выступление Боба Дилана с электрогитарой на фестивале в Ньюпорте в 1965 году стало нарушением этого табу и было встречено публикой оглушительным свистом.

## Жанры и термины
Чёткой и единой терминологической системы, связанной с песенными жанрами, до сих пор не существует. Иногда термины «авторская песня» и «бардовская песня» употребляют как синонимы. Но, например, Владимир Высоцкий категорически не любил, чтобы его называли «бардом» или «менестрелем». Также себя к бардам не причисляет Александр Розенбаум.
Хроники показывают, что в 1950-х и начале 1960-х годов наиболее употребителен по отношению к жанру был термин «самодеятельная песня» — его, в частности, применяли и сами авторы.
Вопрос о названии песенного жанра не сразу заинтересовал любителей авторской песни. Как пишет в своей книге «История московского КСП» Игорь Каримов, аббревиатура КСП использовалась ещё в конце 1950-х годов, но в то время расшифровывалась как «конкурс студенческой песни». На ставшей вехой в истории КСП конференции по вопросам самодеятельной песни в Петушках (май 1967) вопрос обсуждался сфокусированно. Рассматривались варианты «гитарная песня», «любительская песня», «туристская песня» и ряд других. По итогам совещания было выбрано название «самодеятельная песня», а за сочетанием КСП закрепилось значение «Клуб самодеятельной песни». Тогда же, в мае 1967 года, состоялся первый общемосковский слёт КСП.

## В кинематографе
- «Запрещённые песенки» — документальный фильм Западно-Сибирской студии кинохроники, снятый в 1990 году и посвященный Фестивалю бардовской песни в Академгородке города Новосибирска, который прошел в 1968 году.